# الإنس والجن (فلم)
الإنس والجن هو فيلم مصري عرض عام 1985، بطولة عادل إمام ويسرا وعزت العلايلي وأمينة رزق، من تأليف محمّد عثمان، وإخراج محمد راضي. ينتمي الفيلم إلى صنف أفلام الرعب، وبالتحديد ذلك التشعّب السينمائي المتعلّق بالتلبّس والعلاقة بين الإنس والكائنات الماورائيّة من جن وشياطين، على شاكلة الفيلم الأمريكي الشهير The Exorcist من إنتاج عام ١٩٧٣، وسلسلة The Conjuring من إنتاج عام ٢٠١٣.
أثار الفيلم ضجّة إبّان عرضه في الثمانينات، ويُشاد بفيلم (الإنس والجن) كونه إحدى التجارب السينمائيّة الرائدة من هذا النوع في العالم العربي، ممّا فتح المجال لأعمال أخرى من صنف الرعب المصري على شاكلة التعويذة عام ١٩٨٥ والفيل الأزرق مؤخّراً ٢٠١٤، كما يُعتَبَر كذلك تجربة مختلفة عن الأعمال المعتادة للفنّان عادل إمام، والذي كان جل إنتاجه السينمائي يتمثّل بصنف الكوميديا والدراما.

## قصة الفيلم
يبدأ الفيلم بآية ﴿وَمَا خَلَقْتُ الْجِنَّ وَالْإِنْسَ إِلَّا لِيَعْبُدُونِ ۝٥٦﴾ [الذاريات:56]، متبوعةً بعناوين البداية. يستهل الفيلم بمشهد للدكتورة فاطمة (يسرا) في طائرة العودة من الولايات المتحدة بعد حصولها على درجة الدكتوراه. بينما تشارف الطائرة على الهبوط، نستنتج أن مسافراً آخر (عادل إمام) يراقبها بصمت من أحد المقاعد الخلفيّة. بعد ترجّلها من حافلة القادمون، يقدّم المسافر نفسه ويوضّح لها أنّهما قد تقابلا سابقاً، وأنّه قريب لأحد زملائها في مركز البحوث في مدينة نيويورك. يعرّف المسافر نفسه باسم (جلال سلطان)، خبير سياحي من أم مصريّة وأب أمريكي.
في المطار تتلقّاها عائلتها المكوّنة من والدتها (أمينة رزق)، شقيقتها نادية (ناهد جبر)، خالها حسين (حسين الشربيني)، وزوج اختها محمّد (ممدوح وافي). حين تستعلم عن الرجل الذي كان بصحبتها، يبلّغها أهلها أنّها لم تكن بصحبة أحد. في منزلها، تُفاجأ فاطمة بوجود حقيبة جلال خطأً بين حقائبها. في حوار عائلي تأتي فاطمة على سيرة جلال ونكتشف أن الإسم هو بالصدفة اسم خطيب فاطمة المتوفّى سابقاً، والذي في السابق خيّرها بين البقاء معه والإلتحاق في البعثة. يتّضح أن فاطمة لا تزال فاطمة تغالب الذنب وتحمّل نفسها مسؤوليّة حادثة وفاته.
تلك ليلة، تحلم فاطمة بحادثة خطيبها وتستيقظ فجأة. في اليوم التالي، تخرج الدكتورة فاطمة لمزاولة بعض الأعمال، وتتوهّم أكثر من مرّة بمشاهدة المسافر الغامض جلال في الأروقة والممرّات. بعد ذلك، تلتقي فاطمة الدكتور أسامة، مدرّسها السابق ومدير مركز الأبحاث الذي هي موشكة على مزاولة العمل به. يتبادل الإثنان أطراف الحديث، يعترف الدكتور أسامة لها بحبّه ويعرض عليها الزواج. تتوهّم فاطمة مشاهدة جلال للمرّة الثانية، ويتّضح لها أنّه شخص آخر.
في المنزل مساءاً، تحاول نادية إقناع فاطمة بفتح الحقيبة، إلّا أن فاطمة ترفض وتبادر بإعادة الشنطة إلى الدولاب، حيث تكتشف هرّاً أسود. نهار اليوم التالي، يزورها جلال في مقر عملها، ويتّفق معها على الحضور غداً لاستلام شنطته، إلّا أن فاطمة تكتشف أن الشنطة لم تعد موجودة في الدولاب. تعتذر الدكتورة فاطمة من جلال في اليوم التالي، إلّا أنّه يبدو هادئ الأعصاب. يتّضح لاحقاً أن اختفاء الشنطة هو من تدبير جلال نفسه، الذي يزورها في المنزل ويعترف لها أنّ الأمر ليس سوى خدعة بهدف لقائها. يدعوها جلال لحضور حفلة عيد ميلاده. توافق فاطمة على مضض. مساءاً، تصحب جلال إلى حفلة فاخرة شديدة الرقي زاخرة بالمدعوّوين، حيث توضّح لها والدة جلال أنّ ابنها يرغب بالزواج منها. ترفض فاطمة بلباقة، وتسارع بالهرب بعد شعورها باضطراب الأجواء في المنزل في اليوم التالي،
ولكن تراه في حجرتها يحذرها من أن تتزوج من أسامة وأنه هو من الجن. ونتيجه لذلك تدخل "فاطمة" إحدى المصحات النفسية وتهرب وتحاول الانتحار ولكن ينقذها "جلال" ويعيدها مرة أخرى إلى المستشفى وتفاجأ ب"أسامة" (عزت العلايلي) يتلو القرآن مما جعل جلال يختفي نهائياً من حياتها ثم تتزوج في النهاية من "أسامة".

## طاقم التمثيل
- عادل إمام: (جلال سلطان)
- يسرا: (فاطمة)
- عزت العلايلي: (د. أسامة)
- أمينة رزق: (تفيدة - أم فاطمة)
- السيد راضي: (عتريس)
- ناهد جبر: (نادية أخت فاطمة)
- حسين الشربيني: (حسين)
- سميرة محسن: (أم جلال)
- ممدوح وافي: (محمد)
- مجدي إمام: (جلال خليفة - خطيب فاطمة المتوفي)
- أمل إبراهيم
- حمدي مرسي: (الدكتور محسن)
- عدوي غيث: (الشيخ آدم)
- أحمد أبو عبية: (غفير الفيلا المهجورة)
- مروة الخطيب: (سكرتيرة أسامة)
- نبوية سعيد: (ضيفة شرف)
- نادية شمس الدين: (حماة نادية)
- فايزة عبد الجواد: (من نساء حلقة الزار)

## فريق العمل
- إخراج: محمد راضي
- تأليف: محمد عثمان
- مدير التصوير: ماهر راضي
- مونتاج: أحمد متولي
- موسيقى تصويرية: شعبان أبو السعد
- إنتاج: محمد راضي
- توزيع: الشركة العالمية للتليفزيون والسينما (حسين القلا)

## تفاصيل الإنتاج
في مقابلة لها على برنامج (صاحبة السعادة)، وضّحت الفنّانة يسرا أن التصوير قد تم في شهر رمضان. بشهادة الممثّل الراحل عزّت العلايلي (و الذي جسّد دور الدكتور أسامة في الفيلم) أصر المخرج محمّد راضي على التصوير في منازل مهجورة في سبيل إضفاء قدر أكبر من المصداقيّة، ممّا سبّب الذعر للفنّانة يسرا. وضّح العلايلي كذلك أن أجواء التصوير في العمل سبّبت للفنّانة يسرا درجة من القلق التي أوهمتها بوجود «شيئاً غريباً في الاستديو». استخدام النار في بعض المشاهد كذلك ساهم في مصداقيّة أداء يسرا أثناء لقطات الزعيق، لخوفها من النار بالتحديد.
تستذكر يسرا كذلك (نقلاً عن الصحفيّة ياسمين فوّاز) أن عبارة عادل إمام الشهيرة التي يهدّد بها يسرا في الفيلم «هسخطك مسخ دميم!» أثارت في يسرا نوبة من الضحك بدلاً من إخافتها أثناء التصوير، ممّا تسبّب بتأخّر تصوير مشاهد الفنّانة أمينة رزق لعدم سماعها إشارة الدخول.
عن دافعه لإنتاج العمل، يقول المخرج محمد راضي: «ظلت حكايات الأجداد والآباء عن فكرة العفاريت والشيطان الشاطر متعلقة بذهني منذ طفولتي، وعندما كبرت، ظلت تراودني الأفكار نفسها، فكانت قراراتي وخبراتي تمر عليها دائماً، كما أن ورود هذا المخلوق «الجن» في القرآن الكريم، أعطى أهمية إضافية ترسخت بداخلي، وكنت وما زلت أهتم مثل غيري بالغيبيات، خصوصاً أن الفنان دائماً ما يبحث عن عالم المجهول، وعالم الجن والشيطان والعفاريت، وما ربط بينهم وبين حكايات أمنا الغولة وأم رجل مسلوخة، ففكرت في فكرة الإنس والجن، واتصلت بالكاتب محمد عثمان، ونقلت له فكرتي، وجلسنا سوياً نكتبها، وبعدما تم الانتهاء من كتابتها كسيناريو، تحدثت بالصدفة مع الفنان عادل إمام، وذكرت له مشروعي القادم «الإنس والجن»، فجن بالفكرة وتعلق بها وصمم على قراءة السيناريو، وقرر أن يكون هو بطل الفيلم وقدم شخصية «الجني» أمام يسرا وعزت العلايلي، وأمينة رزق التي قدمت أجمل أدوارها، ويكفي نظرات عينيها التي أرعبت المشاهدين بالصالة حينذاك»

## نظرة نقدية
الفيلم حائز على تقييم نجمتين ونصف على موقع IMDB (٥.١ من ١٠)، مرفقاً بتقييمات جماهيريّة تصفه بفيلم (إستثنائي) في السينما المصريّة، وتشيد في أداء الفنّان عادل إمام في دور الجن ، والذي شهدت له محلّلة السينما المصريّة الشهيرة على شبكة Youtube، (إنجي أبو السعود) على برنامجها المعنون بـVignette بأنّه أفضل من مثّل الدور. يتّفق مع أبو السعود معظم نقّاد السينما العربيّة. نقلاً عن المنصّة الثقافية (رصيف ٢٢): «تتفق رؤية الناقدين ماجدة خير الله وأحمد سعد الدين، حول الجرأة التي دفعت عادل إمام إلى تجسيد شخصية الجن، التي لعبها في فيلم» الإنس والجن«، فقد اعتاد الجمهور أن يراه في أعمال كوميدية، وعندما لعب هذا الدور المخيف، نجح في تخويف المشاهد وفي إضحاكه قبل ذلك». بالمثل، توضّح الناقدة حنان طلعت في جريدة اليوم السابع أنّه «حتى دور الجنى أو العفريت، لم يسلم منه، فقد أداه ببراعة منقطعة النظير، حتى أننا كلما طل عادل إمام من فيلم الإنس والجن نصاب بالرعب ونشعر بالخوف برغم معرفتنا بأحداثه مسبقاً، ولكننا صدقنا كعادتنا كلما رأيناه في أي عمل يبدع فيه.» 
كذلك، قامت المجلّة الرقميّة الشهيرة Cairo 360 بإدراج فيلم الإنس والجن ضمن (أفلام مصرية مخيفة نحب مشاهدتها - Spooky Egyptian Movies We Love to Watch). يثني الصحفي (محمّد رِفعَت) على الحس البصري العام لأجواء الثمانينات في الفيلم بالرغم من الميزانيّة المنخفضة، وعلى مصداقيّة أداء الفنّانة يسرا (في الدور الذي أوصلها للنجوميّة)، وعلى الطبيعة الدمويّة لبعض المشاهد، بالتحديد لقطة نحر الديك في مشهد الزار. في مقالة حول سينما الرعب المصريّة، وَصَف الموقع السينمائي (الفصلة) الفيلم بكونه «أشهر فيلم رعب مصري على الإطلاق وأكتر فيلم بيخوف في القايمة كلها. وكمان من الأفلام اللي لعبت على تيمة مختلفة تمامًا وجسد علاقة حب طرفها جن وإنسانة. الفيلم غني عن التعريف.» يصنّف موقع Binge الفيلم في المركز السابع والخمسون في قائمة أفضل مئة فيلم من أفلام عادل إمام في تاريخه الفنّي 
يوضّح بعض النقّاد أن الفيلم يُعتَبَر إضافة على تيمة سينمائيّة معروفة في السينما المصريّة وهي (الصراع بين الإنسان والشيطان)، ومن ضمن هذه القائمة تندرج أعمال عدّة، أقدمها هو فيلم (سفير جهنّم) ليوسف وهبي عام ١٩٥٤، فيلم (المرأة التي غلبت الشيطان) لعادل أدهم وشمس البارودي من إنتاج ١٩٧٣، وكذلك فيلم (إختفاء جعفر المصري) عام ٢٠٠٢، من بطولة نور الشريف وحسين فهمي. بالرغم من ذلك، توضّح بعض المصادر أن الفيلم قد أصدر ضجّة إبّان عرضه في الثمانينات، وأنّه بشهادة الفنّانة يسرا، قد لاقى استحساناً عند الأطفال بالتحديد وقد أثار ذلك استغرابها، كما أنّه يظل أحد تلك الأعمال الأولى التي غيّرت نظرة النقّاد لأفلام الرعب المصريّة كصنف جدير بالإهتمام، خصوصاً عند مقارنته بأفلام الرعب التي تسبقه (مثل فيلم سفير جهنّم) والتي تعتمد بدورها على الميلودراما المسرحيّة.
في رؤية نقديّة أخرى، يوضّح المدوّن ديدا زكي في مدوّنة الامنيات پرس أن الفيلم «يتناول الفيلم فكرة صراع بين العلم وبين ما يعتقده البعض من أنه خرافة ويتمثل هنا بالمس الشيطاني من خلال رفض كل من فاطمة والدكتور أسامة التصديق لما يحدث من غرام جني أو بالأحرى شيطان من الجن بفاطمة وإصرارهما على أن ما يحدث هو مرض نفسي أصاب الدكتورة فاطمة. إلا أنهما يصدقان ما يحدث في النهاية وتلجأ فاطمة للمشعوذين، وتمارس جميع الطقوس التي طلبت منها ويوصي المشعوذ باللجوء إلى الزار وذبح الذبائح، إلا أن ذلك لا يجدي نفعاً وينتهى الأمر بالفشل وبموت المشعوذ قتلاً بشكل غامض من جراء علاقته بهذا العالم الغامض. وفي النهاية يظهر الدين كحل للمشكلة التي تنتهي باحتراق الجني ليذهب كما جاء.»
الناقد السينمائي المصري حسن الحدّاد يستعرض وجهة نظر مغايرة للفيلم، الذي على حد رأيه يجسّد عجز العلم عن فهم وتفسير الظواهر الصادقة. يعتبر الحدّاد هذا نقطة ضعف أثّرت على مصداقيّة الطرح في العمل، الذي على حد قوله عجز عن إقناع الجمهور بحقيقة ظاهرة الجن نتيجة لشح الإمكانيّات التقنيّة والخدع البصريّة في الفيلم. كذلك، وجّه الحدّاد النقد لبعض العناصر السينمائيّة الأخرى في الفيلم على شكل سذاجة نهاية الحبكة وعدم ملائمة الموسيقى التصويريّة.

## وصلات خارجية
- مقالات تستعمل روابط فنية بلا صلة مع ويكي بيانات